# Myasthenia gravis
Egy az idegrendszert érintő autoimmun betegség, melyben a szervezet olyan ellenanyagokat állít elő, amelyek a saját izmai és motoros (mozgató) idegei közti kapcsolatot, az ún. neuromuscularis transzmissziót gátolják. Ennek helyén, szakszóval a motoros véglemezben fekszik össze a motoneuron és az izomsejt. Az izomsejt felszínén sorakoznak a nikotin érzékeny, acetilkolin vezérelte receptorioncsatornák, amelyek beindítják az izom összehúzódását. Ezen kórképben az acetilkolin felszabadulása az idegsejtekből azért nem képes hatást kiváltani az izomsejten, mert az autoantitestek, akárcsak maga az acetilkolin, a recepterokhoz képesek kötődni. Ezzel a receptor aktivitását és az ioncsatorna megnyílását azonban nem képes kiváltani, ahogy az acetilkolin, viszont lehetetlenné teszi annak bekötődését, hiszen helyét már előzőleg elfoglalta (ez a mechanizmus az ún. kompetitív gátlás). 
Klinikailag a betegség izomgyengeségben mutatkozik meg, ami súlyos esetben a légzőizmok bénulása miatt légzési elégtelenséghez, vagy akár fulladásos halálhoz vezethet. A folyamatban a thymus is szerepet játszik, eltávolítása bizonyos esetekben segítheti a gyógyulást. Magyarországon a kór felismerésében  Dr.Szobor Albert alkalmazta elsőként a Tensilon tesztet 1960-ban és szervezte meg később a betegek thymectomiás műtéti ellátását. A műtét után a 30%-uk tünetmentes lett, további harmaduk  állapota jelentősen javult. A piridostigmin megjelenése után  a betegség megfékezhetővé vált. További  állapotromlás esetén plazaferezissel, megadózisú metilprednisolon infúzióval küzdöttek a betegek életéért.